# Bryony Page
Bryony Kate Frances Page (Crewe, 10 dicembre 1990) è una ginnasta britannica, vincitrice della medaglia d'argento ai Giochi olimpici di Rio de Janeiro 2016 nel trampolino elastico.

## Palmarès
- Giochi olimpici

Rio de Janeiro 2016: argento nel trampolino elastico.
Tokyo 2020: bronzo nel trampolino elastico.
Parigi 2024: oro nel trampolino elastico.
- Mondiali

Birmingham 2011: argento a squadre.
Sofia 2013: oro a squadre.
Tokyo 2019: argento a squadre.
- Europei

Valladolid 2016: oro a squadre.